# Desertomyia caraganae
Desertomyia caraganae är en tvåvingeart som beskrevs av Fedotova 1990. Desertomyia caraganae ingår i släktet Desertomyia och familjen gallmyggor.
Artens utbredningsområde är Kazakstan. Inga underarter finns listade i Catalogue of Life.